# 프론트엔드 모듈
프론트엔드 모듈(Front End Module)은 자동차의 전면의 여러 부품을 하나의 모듈(Module)로 구성한 것을 일컫는 말이다. 일반적으로 뼈대를 이루는 부품인 캐리어와 헤드램프(Head Lamp), 라디에이터 어셈블리(Radiator Assembly), 프론트 범퍼 빔(Beam-Front Bumper)및 기타 부품등으로 구성된다. 경우에 따라서는 프론트 범퍼 어셈블리(Front Bumper Assembly)를 포함하는 경우도 있다. 프론트엔드모듈 구조는 자동차에 따라서 선택적으로 적용가능하며, 현재 일본, 미국, 한국, 유럽의 자동차 회사들에서 이 기술을 채택하여 적용하고 있다.